# Náklo
Náklo är en ort i Tjeckien.   Den ligger i regionen Olomouc, i den östra delen av landet, 200 km öster om huvudstaden Prag. Náklo ligger 232 meter över havet och antalet invånare är 1 425.
Terrängen runt Náklo är huvudsakligen platt, men västerut är den kuperad.Runt Náklo är det ganska tätbefolkat, med 96 invånare per kvadratkilometer. Närmaste större samhälle är Olomouc, 11,0 km sydost om Náklo. Trakten runt Náklo består till största delen av jordbruksmark.